# Stoilești
Stoilești là một xã thuộc hạt Vâlcea, România. Dân số thời điểm năm 2002 là 4394 người.